# Bão Mirinae (2009)
Bão Mirinae (chỉ định quốc tế: 0921, JTWC: 23W, tên PAGASA: Santi, tên NCHMF: Bão số 11) là cơn bão nhiệt đới mạnh ở ngoài khơi Philippines. Đây là cơn bão thứ 21 trên Tây Bắc Thái Bình Dương và là cơn bão số 11 trên Biển Đông. Cơn bão đã gây ra thiệt hại rất lớn, đặc biệt là tại Việt Nam.Bão đã đổ bộ vào khu vực giữa Phú Yên và Khánh Hòa vào ngày 2 tháng 11 năm 2009 gây ngập lụt và khiến hơn 120 người chết và mất tích ở Nam Trung Bộ, Tây Nguyên và Đông Nam Bộ.

## Lịch sử khí tượng
Sáng sớm ngày 10 tháng 10 năm 2009, Trung tâm cảnh báo bão Liên hợp (JTWC) đã báo cáo rằng một khu vực đối lưu đã phát triển trong một trung tâm hoàn lưu mức thấp rộng và dài bên trong khu vực gió mùa có khoảng cách khoảng 500 km về phía đông nam của Pohnpei. Vài ngày sau, khu vực đối lưu này đã bắt đầu dịch chuyển và cuối ngày 25 tháng 10 thì Cơ quan khí tượng Nhật Bản xác định đây là một áp thấp nhiệt đới yếu. JTWC sau đó đã xác định cơn áp thấp này là 23W vào sáng sớm hôm sau do có sự đối lưu được củng cố gần một trung tâm hoàn lưu mức thấp đang phát triển. Vào cuối ngày thì JTWC đã xác định cơn áp thấp này đã tăng cường thành một cơn bão nhiệt đới.
Đầu ngày 26 tháng 10, Cơ quan dự báo thời tiết thuộc Cục thời tiết quốc gia ở Tiyan, Guam đã đặt các địa điểm Guam, Rota, Tinian và Saipan vào khu vực theo dõi bão, có nghĩa là bão có thể đổ bộ vào các khu vực này trong vòng 48 tiếng. Cơ quan này đã nâng cấp mức độ theo dõi bão cho các khu vực Rota, Tinian và Saipan lên mức cảnh báo bão nhiệt đới do dự tính bão sẽ đổ bộ qua các đảo này trong vòng 24 tiếng. Các cảnh báo này đã được duy trì cho đến khi bị hủy bỏ vào đầu ngày sau do áp thấp nhiệt đới đã chuyển đi nơi khác và mạnh lên thành bão nhiệt đới.

## Chuẩn bị và ảnh hưởng

### Philippines
Chính quyền Philippines đã sơ tán hơn 115.000 người ở 9 tỉnh phía đông và phía nam Manila trên đảo chính Luzon, Hội đồng Điều phối Thảm họa Quốc gia đưa tin.Bão đã gây ra cái chết của 34 người ,trong đó có một bé gái 12 tuổi, đã chết đuối trong trận lũ quét ở thị trấn Pagsanjan thuộc tỉnh Lagun và một người đàn ông đã chết đuối sau khi bị dòng nước mạnh cuốn trôi khi cố băng qua một con lạch ở thị trấn Pililla, tỉnh Rizal trong khi bế đứa con 1 tuổi. Ngoài ra còn 5 người mất tích.Thiệt hại vật chất ước tính 100,1 triệu USD.

### Việt Nam
Bão gây ra gió mạnh cấp 7-8 vùng gần tâm bão đi qua mạnh cấp 9-10 giật cấp 11-12 ở vùng biển ngoài khơi các tỉnh từ Quảng Nam đến Khánh Hòa. Còn ở trên đất liền bão gây ra gió mạnh cấp 7-8 giật cấp 10-12 ở vùng gần tâm bão. Số liệu về quan trắc gió khi đổ bộ như sau:
| TT | Trạm quan trắc        | Gió duy trì mạnh nhất (m/s) | Gió duy trì mạnh nhất (cấp gió BF) | Gió giật mạnh nhất (m/s) | Gió giật mạnh nhất (cấp gió BF) |
| -- | --------------------- | --------------------------- | ---------------------------------- | ------------------------ | ------------------------------- |
| 1  | Lý Sơn (Quảng Ngãi)   | 20                          | 8                                  | 25                       | 10                              |
| 2  | Tuy Hòa (Phú Yên)     | 19                          | 8                                  | 33                       | 12                              |
| 3  | Quy Nhơn (Bình Định)  | 17                          | 7                                  | 28                       | 10                              |
| 4  | Nha Trang (Khánh Hòa) | 12                          | 6                                  | 22                       | 9                               |
| 5  | Hoài Nhơn (Bình Định) | 12                          | 6                                  | 21                       | 9                               |
| 6  | Phú Quý (Bình Thuận)  | 12                          | 6                                  | 14                       | 7                               |

Do ảnh hưởng của bão kết hợp không khí lạnh, trong 2 ngày từ ngày 2 đến ngày 3 tháng 9 năm 2009; bão đã gây ra mưa vừa, mưa to có nơi mưa rất to. Tổng lượng mưa trong 48 giờ tại các tỉnh Quảng Trị, Kon Tum, Đắk Nông phổ biến từ 40 - 100 mm; các tỉnh Thừa Thiên Huế, Quảng Nam, Đà Nẵng, Đắk Lắc phổ biến 200-300 mm. Một số nơi có lượng mưa từ 350-450 mm như A Lưới, Trà My, Sơn Giang, Ba Tơ, Qui Nhơn, Vạn Ninh, Măng Cành và đặc biệt tại Vân Canh (Bình Định) lượng mưa lên tới 666 mm.
Mưa xối xả do Mirinae tạo ra ở Việt Nam đã gây ra lũ lụt thảm khốc, giết chết tổng cộng 124 người và 1 người mất tích. Khoảng 2.400 ngôi nhà bị dòng chảy xiết phá hủy và 437.300 ha hoa màu bị ngập. Thiệt hại được tính là 5,8 nghìn tỷ đồng (323 triệu USD).